# ويليام هربرت فولر
ويليام هربرت فولر (28 مايو 1856 في المملكة المتحدة - 13 أبريل 1941 في المملكة المتحدة) (بالإنجليزية: William Herbert Fowler)‏ هو لاعب كريكت بريطاني. لعب مع نادي مقاطعة سومرست للكريكت ‏ ونادي مارليبون للكريكت ‏.